# Getriebeturbine
Getriebeturbinen sind Turbinen, die nicht fest, sondern über ein Getriebe mit der Arbeitsmaschine verbunden sind. Grund hierfür sind meist unterschiedliche Betriebsdrehzahlen von Turbine und angetriebener Maschine.
Nachteile des Getriebes sind u. a. die Kosten, der Energieverlust, der Verschleiß, Raumbedarf, Gewicht und Lärmemissionen.

## Anwendungen

### Schiffsantriebe
Auf Dampfschiffen werden Getriebeturbinen häufig verwendet, da die Propeller großer Schiffe mit erheblich geringerer Drehzahl laufen (maximal einige hundert Umdrehungen pro Minute) als die antreibenden Dampfturbinen (mit einigen tausend Umdrehungen pro Minute). Diese wirken hier über ein Untersetzungsgetriebe auf die Propellerwellen und nicht direkt. So können schnelllaufende Turbinen mit gutem Wirkungsgrad mit langsam laufenden Propellern mit geringer Kavitationsgefahr kombiniert werden.

### Stromerzeugung
Vor allem die von Flugzeugturbinen abgeleiteten Gasturbinen zur Stromerzeugung werden häufig als Untersetzungs-Getriebeturbinen ausgeführt, da Strahltriebwerke mit weit höheren Drehzahlen betrieben werden, als zur Erzeugung der Wechselstromfrequenz von 50 oder 60 Hz üblichen 3000 oder 3600/min. Der Fan des Pratt & Whitney PW6000 Triebwerks mit 100 kN Schub dreht mit 6350 Umdrehungen pro Minute.
Bei kleineren, mehrgehäusigen Dampfturbinen wird zumindest der Hochdruckteil häufig als Getriebeturbine ausgeführt, da die kompakte Form der auf hohe Drehzahlen ausgelegten Turbine eine effektivere Strömungsführung erlaubt. Das Getriebe wird in diesem Falle zwischen Hochdruck- und Mittel/Niederdruck-Teil des Turbosatzes angeordnet.
Bei Wasserturbinen, die mit einer Drehzahl weit unter 3000/min (für 50 Hz) oder 3600/min (für 60 Hz) laufen, wird die Übersetzung bei kleineren Anlagen manchmal durch ein Getriebe, häufiger aber durch Anpassung der Polpaarzahl im Generator erreicht. Bei Windkraftanlagen, die noch langsamer drehen, ist hingegen die Ausführung mit Getriebe häufiger zu finden.
Ein Vorteil von Getriebeturbinen zur Stromerzeugung ist, dass die Turbine mit unveränderter Drehzahl, d. h. ohne Änderung der Strömungsverhältnisse in der Maschine, an Generatoren für eine Netzfrequenz von 50 oder 60 Hz angepasst werden kann. Hierdurch wird eine aufwändige Anpassung der Beschaufelung unnötig.
Bei der Stromerzeugung stoßen Getriebeturbinen bei einer Leistung von ca. 200 MW an ihre Grenzen. Große Turbosätze mit größeren Leistungen werden daher ohne Getriebe ausgeführt.